# 前129年
| 千纪： | 前1千纪 |
| 世纪： | 前3世纪 \| 前2世纪 \| 前1世纪                                                                                         |
| 年代： | 前150年代 \| 前140年代 \| 前130年代 \| 前120年代 \| 前110年代 \| 前100年代 \| 前90年代                                |
| 年份： | 前134年 \| 前133年 \| 前132年 \| 前131年 \| 前130年 \| 前129年 \| 前128年 \| 前127年 \| 前126年 \| 前125年 \| 前124年 |
| 纪年： | 西汉元光六年 |

## 大事记
- 中国
  - 河南戰役，西汉首次对匈奴的主动出击，漢武帝遣李廣、公孫敖、公孫賀和衛青四人率四萬大軍分別從雁門、雲中、代郡、上穀四個方面同時出擊入侵的匈奴軍。衛青長途奔襲匈奴聖地龍城，殺敵七百；世家出身的公孫賀入敵境後沒有撞見敵人，無功而返；禁衛軍出身的公孫敖遭遇敵軍，不敵，折損七千人後撤回；李廣戰敗全軍覆沒而且被俘，後來奪弓掠馬逃出。李廣、公孫敖因為戰敗被廷尉提審，按軍法當斬，付贖金後，廢為庶人；次年改元元朔。马邑之谋未能成功，但结束了汉朝自汉高帝时期以来对匈奴奉行的和亲政策，同时也拉开了汉匈全面战争的序幕[1]。
  - 張騫和隨從堂邑父兩人逃出了匈奴的控制，取道車師國（今新疆吐魯番盆地），接著沿塔里木河西行，經龜茲國（今新疆庫車東）、疏勒國（今新疆喀什）等地，翻越蔥嶺，到達大宛。